# 三根河站
三根河站是位于内蒙古自治区牙克石市三根河村的一个铁路车站，邮政编码22177。车站建于1987年，有滨洲铁路经过该站，现不办理客货运业务，车站及其上下行区间均已电气化。车站距离哈尔滨站610公里，隶属哈尔滨铁路局，是五等站。